# Psary (Oława)
Pour les articles homonymes, voir Psary.
Psary est une localité polonaise de la gmina et du powiat d'Oława en voïvodie de Basse-Silésie.